# Tshabong Airport
Tshabong Airport är en flygplats i Botswana.   Den ligger i distriktet Kgalagadi, i den södra delen av landet, 400 km väster om huvudstaden Gaborone. Tshabong Airport ligger 960 meter över havet.
Terrängen runt Tshabong Airport är platt. Trakten runt Tshabong Airport är nära nog obefolkad, med mindre än två invånare per kvadratkilometer.. Närmaste större samhälle är Tshabong, 5,1 km öster om Tshabong Airport.
Omgivningarna runt Tshabong Airport är i huvudsak ett öppet busklandskap.